# Hiiro Komori
Hiiro Komori (japanisch 小森 飛絢 Komori Hiiro; * 6. August 2000 in der Präfektur Toyama) ist ein japanischer Fußballspieler.

## Karriere
Hiiro Komori erlernte das Fußballspielen in der Schulmannschaft der Toyama Daiichi High School sowie in der Universitätsmannschaft der Niigata University of Health & Welfare. Vom 19. August 2022 wurde er an den Zweitligisten JEF United Ichihara Chiba ausgeliehen. Sein Zweitligadebüt gab Hiiro Komori am 3. September 2022 (34. Spieltag) im Heimspiel gegen V-Varen Nagasaki. Bei der 0:1-Heimniederlage wurde er in der 79. Minute für Yūsuke Kobayashi eingewechselt. In der Saison 2022 wurde er zweimal in der zweiten Liga sowie viermal im Kaiserpokal eingesetzt. Im Februar 2023 wechselt er fest zu JEF United. In der Saison 2024 wurde er mit 23 Toren Torschützenkönig der Liga.
Nach zwei Spielzeiten wechselte er im Januar 2025 nach Europa. Hier schloss er sich auf Leihbasis dem belgischen Erstligisten VV St. Truiden an. Hier kam er nur zu fünf Einsätzen von jeweils wenigen Minuten in 16 möglichen Ligaspielen.
Nach Saisonende kehrte er nach Japan zurück und wechselte dort zum Erstligisten Urawa Red Diamonds. Bei der Klub-WM gehörte er zum Kader des Vereins, wurde aber in allen drei Vorrunden-Spielen, nach denen Red Diamonds ausschied, nicht eingesetzt.

## Auszeichnungen
J2 League
- Torschützenkönig: 2024 (23 Tore)